# Opasatika
Opasatika est une municipalité de canton du Nord de l'Ontario au Canada. La municipalité fait partie du district de Cochrane.

## Géographie
Opasatika se trouve dans la plaine du Bouclier canadien dans la forêt boréale. Le canton est arrosé par la rivière Opasatika, un affluent de la rivière Missinaibi.

## Urbanisme
Les deux principaux hameaux du canton sont Opasatika et Lowther, situés sur la route 11 et le chemin de fer, entre les hameaux de Mattice et de Harty. 

## Histoire
La grève de Reesor Siding de 1963 marque l'histoire de la communauté locale.

## Administration
Outre la mairesse, le conseil municipal compte quatre conseillers.
|             | 2013                                                        |
| Maire       | Françoise Lambert                                           |
| Conseillers | Aline Dallaire Ghislain Dostie Linda Lallier Linda Tremblay |

Opasatika fait partie de la circonscription électorale de Timmins-Baie James à l'Assemblée législative de l'Ontario et de la circonscription d'Algoma—Manitoulin—Kapuskasing à la Chambre des communes du Canada.

## Démographie
La population d'Opasatika est en diminution constante depuis le début des années 1990, à l'instar des autres collectivités du Nord ontarien.
Population et ménages
| Année | Population totale | Variation (%) | Nombre total de logements | Variation (%) | Nombre de résidences secondaires et logements vacants | Variation (%) | Nombre de ménages privés | Variation (%) | Nombre moyen de personnes par ménage privé |
| ----- | ----------------- | ------------- | ------------------------- | ------------- | ----------------------------------------------------- | ------------- | ------------------------ | ------------- | ------------------------------------------ |
| 2011  | 214               | 23,6 %        | 120                       | 6,3 %         | 26                                                    | 116,7 %       | 94                       | 19,0 %        | 2,3                                        |
| 2006  | 280               | 13,8 %        | 128                       | 3,0 %         | 12                                                    | .             | 116                      | 7,2 %         | 2,7                                        |
| 2001  | 325               | 6,9 %         | 132                       | .             | 7                                                     | .             | 125                      | .             | 2,6                                        |
| 1996  | 349               | 10,1 %        | ...                       | .             | ...                                                   | .             | 130                      | .             | 2,7                                        |
| 1991  | 388               | .             | ...                       | .             | ...                                                   | .             | ...                      | .             | .                                          |

Au recensement de 2006, 84 % des résidents ont indiqué le français comme leur langue maternelle, faisant d’Opasatika une des municipalités ontariennes avec la plus forte concentration de francophones.
| 2001 | 2006 | 2011 | 2016 |
| ---- | ---- | ---- | ---- |
| 325  | 280  | 214  | 226  |

## Culture
Le village fantôme de Reesor Siding est situé à l’extrémité ouest du canton. L’ancienne station des Forces canadiennes de Lowther se trouvait également dans cette municipalité. 